# 坂州村
坂州村（さかしゅうそん）は、徳島県那賀郡にあった村。現在の那賀町の北西部、坂州木頭川の中流域にあたる。本項では発足時の名称である坂州木頭村（さかしゅうきとうそん）についても述べる。

## 地理
- 山岳 ： 六郎山
- 河川 ： 坂州木頭川、大美谷川

## 歴史
- 1889年（明治22年）10月1日 - 町村制の施行により、木頭村・坂洲村・当山村・出羽村・木頭名村・阿津江村の区域をもって坂州木頭村が発足。
- 1943年（昭和18年）11月1日 - 坂州木頭村が改称して坂州村となる。
- 1955年（昭和30年）4月10日 - 沢谷村と合併して木沢村が発足。同日坂州村廃止。